# 스티브 매클래런
스티븐 "스티브" 매클래런(Stephen "Steve" McClaren, 1961년 5월 3일 ~ )은 잉글랜드의 전 축구 선수이자 현 축구 지도자로 선수 시절 포지션은 미드필더였으며 현재 자메이카 축구 국가대표팀의 사령탑을 맡고 있다. 
이전에는 미들즈브러 FC와 잉글랜드 축구 국가대표팀, FC 트벤터, VfL 볼프스부르크, 노팅엄 포레스트 FC, 더비 카운티 FC, 뉴캐슬 유나이티드 FC, 퀸스 파크 레인저스 FC 감독을 맡았던 경력이 있다.
선수 시절 헐 시티, 더비 카운티, 링컨 시티, 브리스틀 시티, 옥스퍼드 유나이티드 등 당시 하부 리그 팀에서 뛰었던 매클래런은 1992년, 옥스퍼드 유나이티드에서 은퇴한 뒤 지도자로서의 길을 걷기 시작하였다. 그는 1995년, 일찍이 선수로 있었던 더비 카운티의 팀의 코치를 맡았고, 1999년에는 알렉스 퍼거슨이 이끄는 맨체스터 유나이티드의 어시스턴트 코치를 맡아 팀의 전성기에 일조했다.
그 후에는 2000년부터 스벤예란 에릭손 감독 아래에서 잉글랜드 대표팀 코치를 맡았고, 2001년에는 미들즈브러의 감독으로 임명되었다. 미들즈브러에선 2003-2004 시즌 풋볼 리그 컵에서 클럽 창설 이래 최초로 우승 타이틀을 획득하게 했고, UEFA컵 2005-06에선 팀을 결승으로 이끌었다.
2006년 FIFA 월드컵 종료 후에는 에릭손 감독이 해임됨에 따라, 잉글랜드 축구 국가대표팀의 감독으로 임명되었다. 하지만, UEFA 유로 2008 예선에서 잉글랜드 대표팀의 연이은 부진으로 인해 감독으로서의 역량에 의심을 품게 했고, 결과적으로 잉글랜드가 UEFA 유로 2008 예선에서 탈락함에 따라 잉글랜드 축구 협회에 의해 감독에서 해임되었다. 2008-09 시즌부터는 에레디비시의 FC 트벤터 감독으로 일했다. 첫 시즌에는 FC 트벤터를 2위에 올리며 챔피언스리그 진출권을 획득했고 두 번째 시즌에는 에레디비시 챔피언으로 팀을 등극시켰다. 2010년, 트벤터를 떠났으며, 2010년 ~ 2011년 VfL 볼프스부르크의 감독을 역임하였다.